# Otto Stich

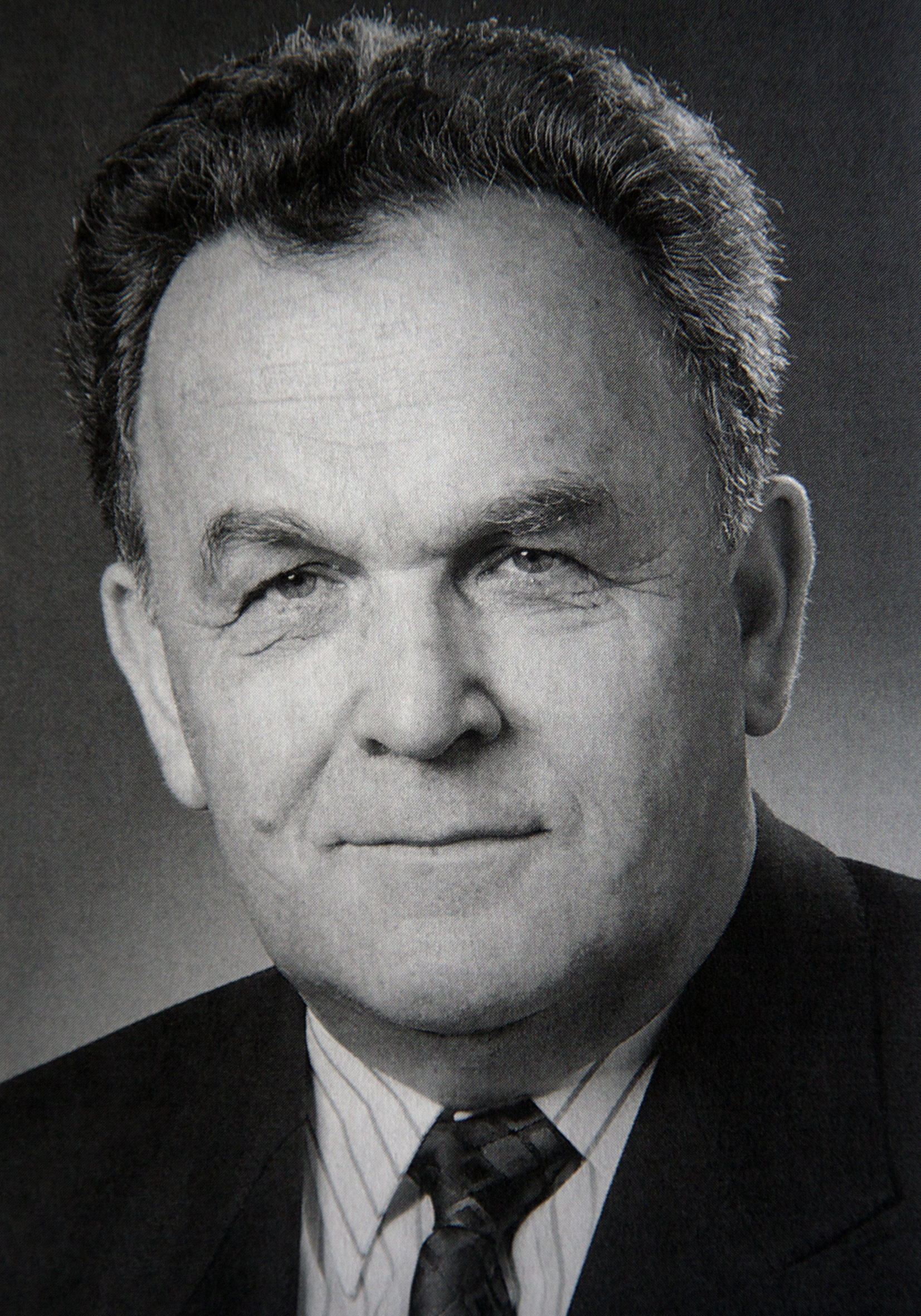
Otto Stich

Anton Otto Stich-Stampfli (* 10. Januar 1927 in Basel; † 13. September 2012 in Dornach SO; heimatberechtigt in Dornach und Kleinlützel) war ein Schweizer Politiker (SP). Von 1984 bis 1995 war er Mitglied des Bundesrates und Vorsteher des Eidgenössischen Finanzdepartements. 1988 und 1994 amtierte er als Bundespräsident.

## Leben

### Frühe Jahre

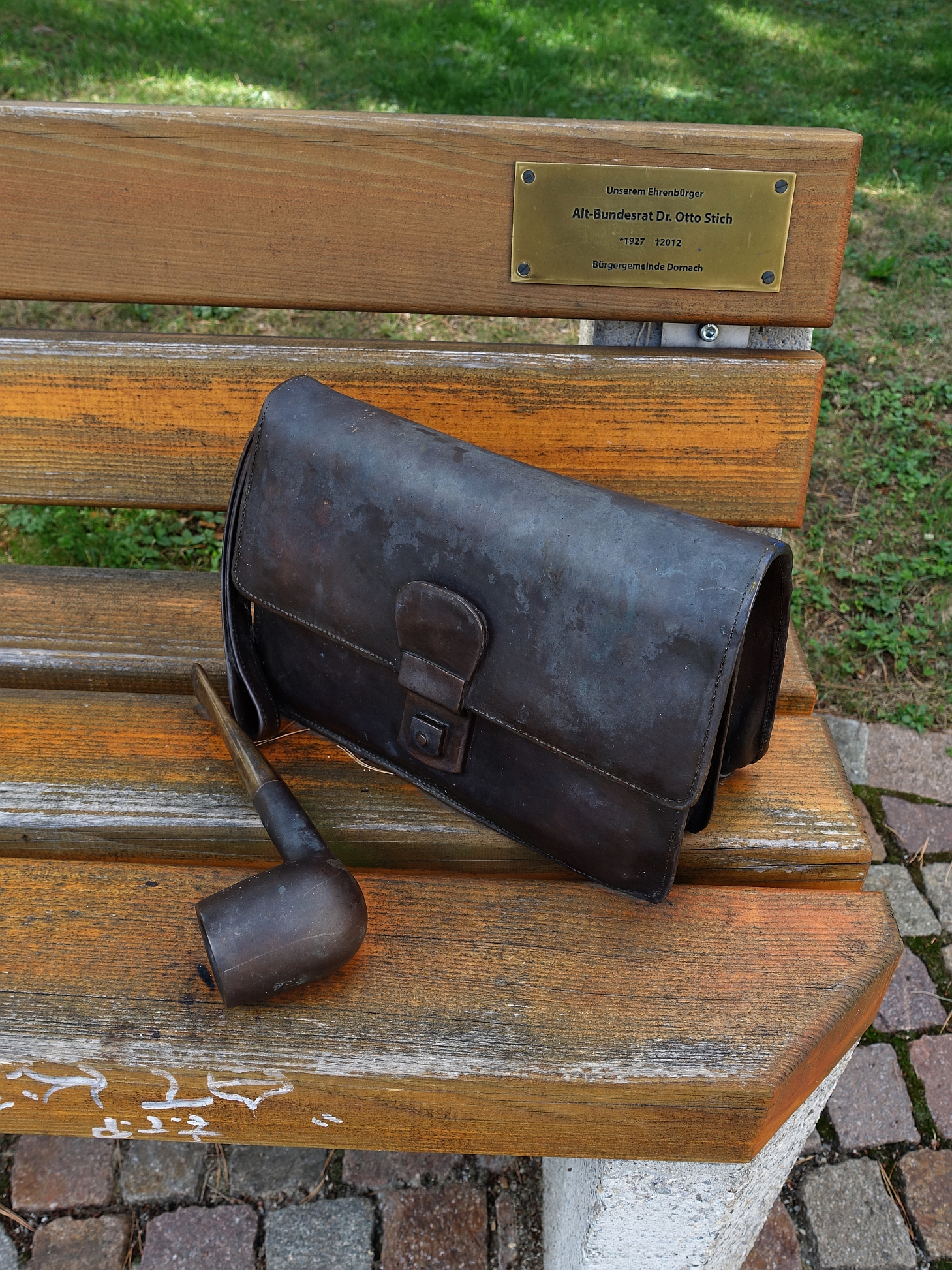
Sitzbank mit Pfeife und Herrenhandtasche vor dem Heimatmuseum Dornach.

Otto Stich wurde als Sohn des Mechanikers Otto Stich und seiner Frau Rosa, geborene Gunzinger, in Basel geboren. Er wuchs in Dornach auf und besuchte die Primar- und Bezirksschule. Seine Eltern waren beide sozialdemokratisch engagiert, sein Vater gehörte dem Gemeinderat an. Die Politik war ein wichtiges Gesprächsthema in der Familie, gerade auch wegen der damaligen Bedrohung durch Faschismus und wegen des Zweiten Weltkriegs.
Stich studierte an der Universität Basel bei Edgar Salin Wirtschaft. 1953 wurde er diplomierter Handelslehrer, 1955 promovierte er zum Doktor der Staatswissenschaften. Danach unterrichtete er an der Gewerbeschule Basel die Fächer Deutsch, Geschäfts-, Wirtschafts- und Staatskunde.

### Gemeinderat und Nationalrat
1947, im Alter von 20 Jahren, wurde Otto Stich Mitglied der sozialdemokratischen Partei des Kantons Solothurn. Mit 26 Jahren begann seine politische Karriere mit einem Sitz in der Dornacher Rechnungsprüfungskommission. Vier Jahre später, im Jahre 1957, wurde er in den Gemeinderat gewählt und konnte auch das Amt des Gemeindeammanns übernehmen. Sein Vater Otto Stich-Gunzinger, der von 1949 bis 1957 Vize-Gemeindepräsident war, hatte auf eine Kandidatur verzichtet.

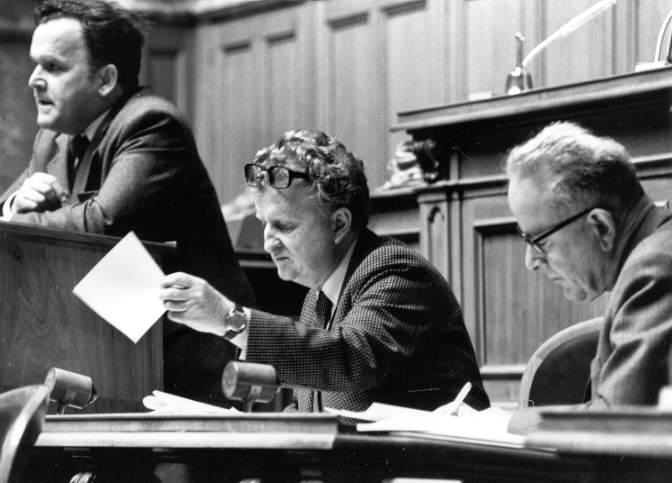
Otto Stich 1979 als Nationalrat am Rednerpult links

Stich kandidierte 1959 erstmals für den Nationalrat. Da aber die Bisherigen wieder antraten, war Stich chancenlos. Vier Jahre später jedoch konnte Stich für Willi Ritschard, der zugunsten eines kantonalen Amtes auf ein nationales verzichtete, nachrutschen und wurde knapp in den Nationalrat gewählt. 48 Stimmen Vorsprung waren es bei der ersten Zählung, 24 bei der zweiten und 12 bei der dritten und letzten Zählung.
Im Nationalrat machte Stich vor allem in Wirtschafts- und Finanzfragen von sich reden. Er war von 1971 bis 1983 mit einem Unterbruch Mitglied der Finanzkommission, 1975/76 deren Präsident. 1970 trat er bei Coop Schweiz die Stelle als Personalchef an und wurde später Mitglied der Direktion.
1983 wurde Stich von seiner kantonalen Partei indirekt aufgefordert, nicht mehr für den Nationalrat zu kandidieren. Vor allem Ernst Leuenberger und Rolf Ritschard wollten Stich von seinem Sitz drängen.

### Bundesrat

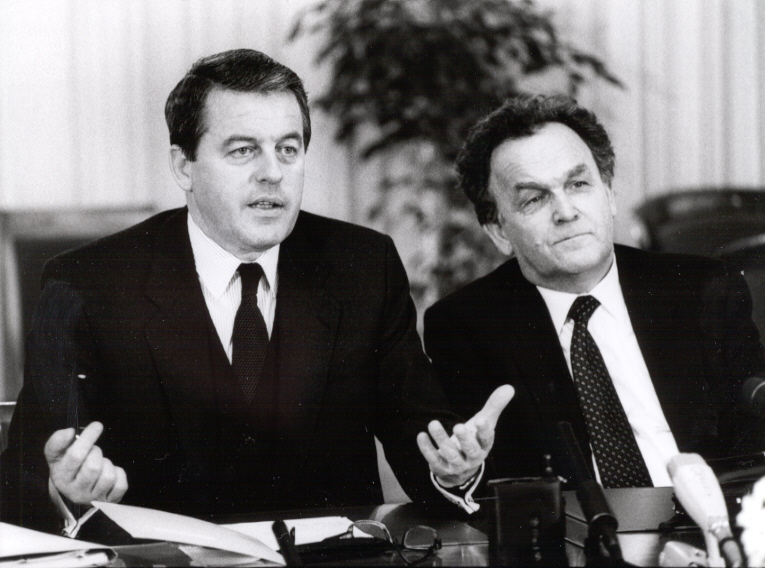
Otto Stich empfing 1988 als Bundespräsident den österreichischen Bundeskanzler Franz Vranitzky

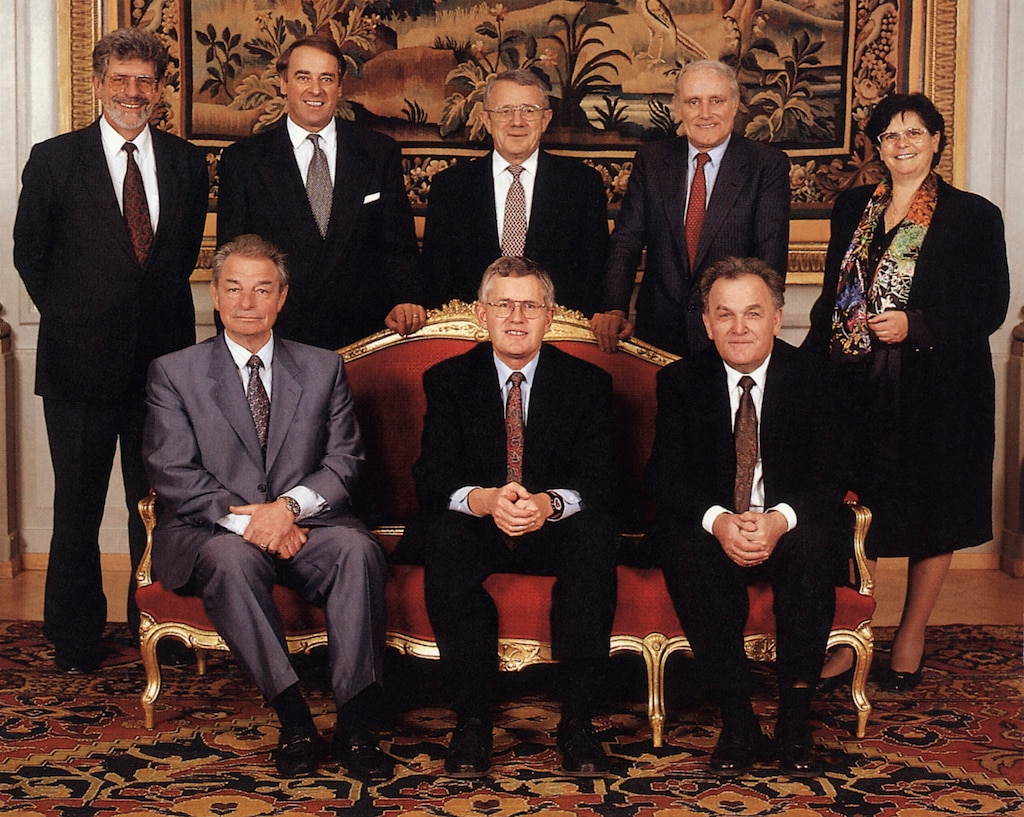
Der Gesamtbundesrat 1995, Otto Stich vorne rechts

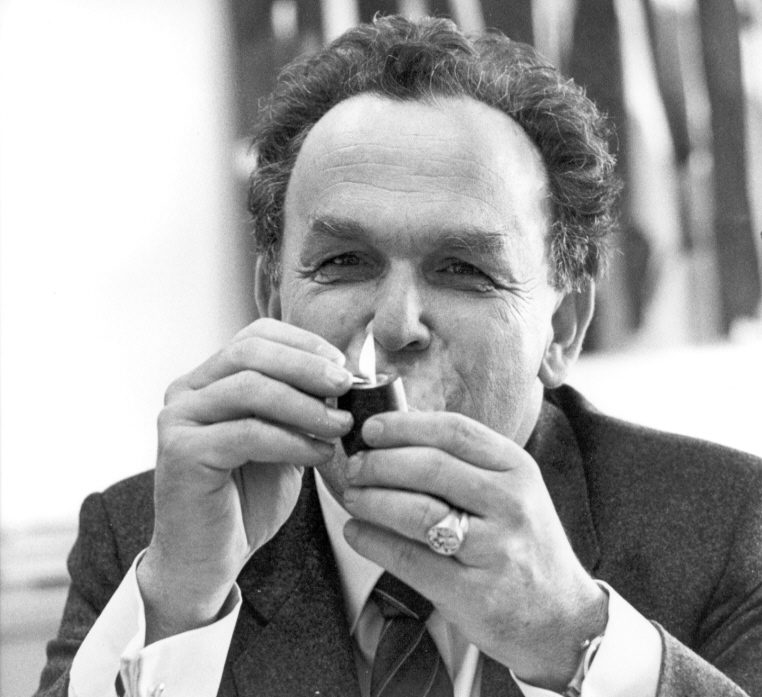
Otto Stich beim Anzünden seiner Pfeife

Willi Ritschard kündigte am 3. Oktober 1983 im Parlament seinen Rücktritt aus dem Bundesrat an. Stich sass zu diesem Zeitpunkt die letzte Woche im Parlament, da er bei den kurz bevorstehenden Erneuerungswahlen nicht mehr kandidierte. Die SP-Fraktion der Bundesversammlung schlug Lilian Uchtenhagen, eine Studienkollegin von Stich, als Ritschards Nachfolgerin vor. Uchtenhagen wurde während der Wahlvorbereitungen entsprechend auch als Favoritin behandelt. Am 7. Dezember 1983 wurde Stich dann aber unerwartet in den Bundesrat gewählt. Im ersten Wahlgang wurde Stich mit 124 Stimmen gewählt; Uchtenhagen musste sich mit 96 Stimmen begnügen. Gewählt wurde Stich – nach der seither so genannten «Nacht der langen Messer» – von der bürgerlichen Mehrheit, die Frau Uchtenhagen teils als Person, teils als Vertreterin der Linken nicht zur ersten Bundesrätin wählen wollte. Stich teilte damit das Schicksal seiner beiden Vorgänger Hans-Peter Tschudi und Willi Ritschard, die 1959 bzw. 1973 ebenfalls gegen den offiziellen Kandidaten der SP-Fraktion in den Bundesrat gewählt wurden.
Kurz nach seiner Wahl in den Bundesrat erhielt Otto Stich eine Einladung zu einem Arbeitslunch mit Ringier-Publizist Frank A. Meyer, dem er ausrichten liess: «Erstens pflege ich beim Arbeiten nicht zu essen und zweitens beim Essen nicht zu arbeiten. Und drittens möchte ich beides eigentlich ohne Frank A. Meyer tun.»
Die Nichtwahl der offiziellen Kandidatin löste in der Sozialdemokratischen Partei eine Diskussion aus über den Rückzug aus dem Bundesrat, wie er von der Parteileitung beantragt wurde, und führte zu einer Zerreissprobe. Ein rekordmässig beschickter ausserordentlicher Parteitag beschloss im Februar 1984 in Bern mit grossem Mehr von 773 zu 511 Stimmen den Verbleib im Bundesrat.
Während seiner Amtszeit stand Stich dem Finanzdepartement vor. In den Jahren 1988 und 1994 war er Bundespräsident. Stich vermochte den ob seiner Wahl enttäuschten Teil der Sozialdemokratinnen und Sozialdemokraten schon nach kurzer Zeit seiner Amtsführung für sich einzunehmen. Er überzeugte vor allem mit der Hartnäckigkeit und dem Sachverstand, mit dem er im mehrheitlich bürgerlichen Gremium linke Positionen zu verteidigen verstand. «Ob Astag oder Banken, unser Otto wird nicht wanken», plakatierte die sozialdemokratische Basis schon in seinem ersten Amtsjahr.
Am 31. August 1995 kündigte Stich per 31. Oktober seinen Rücktritt aus dem Bundesrat an. Er begründete seinen Rücktritt vor allem mit seinem Alter. Später gestand er, dass es einen Zusammenhang gab mit einer Niederlage im Bundesrat beim Entscheid, die NEAT mit dem Lötschberg-Basistunnel zu bauen.
Im Gegensatz zu vielen ehemaligen Bundesräten nahm Stich auch nach seinem Rücktritt immer wieder an der politischen Diskussion teil; er sagte, das Recht dazu habe er genau so wie jeder andere Bürger.
Von 1997 bis 2007 war Stich Stiftungsratspräsident beim Forschungsinstitut für biologischen Landbau (FiBL).
Otto Stich liebte Karikaturen und sammelte diejenigen über seine Person und seine Politik.
Im Dezember 2011 erschien seine Autobiografie unter dem Titel Ich blieb einfach einfach.
Nach kurzer Krankheit verstarb Otto Stich am 13. September 2012 im Alter von 85 Jahren.
2015 wurde in Dornach ein Platz und eine Skulptur Otto Stich gewidmet. Auf einer Sitzbank sind aus Bronze Gegenstände nachgebildet, die typisch für ihn waren: Eine Tabakpfeife und eine Pfeifentasche.

## Publikationen
- Anton Otto Stich: Die Entwicklung der Betriebswirtschaftslehre zur selbständigen Disziplin: Eine dogmenkritische Betrachtung der Entwicklung im deutschen Sprachgebiet in den Jahren 1900–1935, unter besonderer Berücksichtigung der Verhältnisse der Betriebswirtschaftslehre zur Nationalökonomie (= Basler betriebswirtschaftliche Studien. H. 15). Helbing & Lichtenhahn, Basel 1956 (Dissertation, Universität Basel).
- Otto Stich: Ich blieb einfach einfach. Eine Autobiografie mit Begleittexten von Ivo Bachmann. Petri, Basel 2011, ISBN 978-3-03784-015-3.

## Unterlagen in Archiven
- Eidgenössisches Finanzdepartement: Handakten Otto Stich, Bundesrat (1984-1995) in der Archivdatenbank des Schweizerischen Bundesarchivs
- Stich Otto (1927-2012) in der Archivdatenbank des Schweizerischen Bundesarchivs
- Presseartikel über Stich Otto, 1996–2004 in der Archivdatenbank des Schweizerischen Bundesarchivs